# 施泰芬斯哈根
施泰芬斯哈根（德語：Steffenshagen）是德国梅克伦堡-前波美拉尼亚州的一个市镇。总面积9.32平方公里，总人口479人，其中男性250人，女性229人（2011年12月31日），人口密度51人/平方公里。